# Flufenazina
La flufenazina es un medicamento antipsicótico que se emplea en el tratamiento de la esquizofrenia y otros trastornos psiquiátricos relacionados. Puede administrarse por vía oral o por vía intramuscular. Es uno de los fármacos incluidos en la lista de medicamentos esenciales de la Organización Mundial de la Salud.

## Familia farmacológica
La flufenazina pertenece al grupo de medicamentos conocidos como antipsicóticos típicos. En este grupo se incluyen diversos medicamentos emparentados con la flufenazina, entre ellos clorpromazina, levopromazina, perfenazina, pipotiazina, tioproperazina y trifluoperazina.

## Indicaciones
La indicación principal es el tratamiento de la esquizofrenia. También se emplea en otros trastornos psicóticos, también sirve como antiemetico.

## Efectos secundarios
Como todos los medicamentos, la flufenazina puede provocar algunos efectos secundarios, entre ellos discinesia tardía, es decir movimientos involuntarios, más frecuente en tratamientos largos  y ancianos. Otro efecto secundario poco frecuente pero de potencial gravedad, es el síndrome neuroléptico maligno que se caracteriza por hipertermia, rigidez y alteración del estado de conciencia.